# Gaetano Gallo
Gaetano Gallo (Torino, 24 febbraio 1903 – aprile 1962) è stato un calciatore italiano, di ruolo ala.

## Carriera
Giocò nel Carignano da dove lo acquistò nel 1921 la Juventus.
Fece il suo esordio con il club torinese contro il Verona il 2 ottobre 1921 in una vittoria per 3-1, mentre la sua ultima partita fu contro il Padova il 3 maggio 1925 in una sconfitta per 0-2. In quattro stagioni bianconere collezionò 42 presenze e 7 reti.
Lasciò il sodalizio torinese nel 1925 per il Casale, dopo un terribile infortunio in una gara del 1924 contro lo stesso Padova, in cui ebbe un durissimo scontro di gioco con il patavino Libero Lodolo che lo costrinse fuori dai campi da gioco per oltre un anno.
Fu anche collaboratore con le squadre minori.

## Statistiche

### Presenze e reti nei club
| Stagione        | Club            | Campionato          | Campionato | Campionato |
| Stagione        | Club            | Comp                | Pres       | Reti       |
| --------------- | --------------- | ------------------- | ---------- | ---------- |
| 1921-1922       | Juventus        | Prima Divisione     | 9          | 3          |
| 1922-1923       | Juventus        | Prima Divisione     | 21         | 2          |
| 1923-1924       | Juventus        | Prima Divisione     | 5          | 1          |
| 1924-1925       | Juventus        | Prima Divisione     | 5          | 0          |
| Totale Juventus | Totale Juventus |                     | 40         | 5          |
| 1925-1926       | Casale          | Prima Divisione     | 14         | 3          |
| 1926-1927       | Casale          | Divisione Nazionale | 18         | 3          |
| Totale Casale   | Totale Casale   |                     | 32         | 6          |
| Totale carriera | Totale carriera |                     | 72         | 11         |